# David Ajang
Mons. David Ajang (* 31. března 1970 Zaria) je nigerijský římskokatolický duchovní a biskup Lafie.

## Život
Narodil se 31. března 1970 v Zarii.
Po základní a střední škole nastoupil do nižšího semináře svatého Jana Vianney v Barkin Ladi. Poté studoval filosofii ve Vyšším semináři svatého Tomáše Akvinského v Makurdi a teologii ve Vyšším semináři svatého Augustina v Josu. Dne 3. prosince 1994 byl vysvěcen na kněze a inkardinován do arcidiecéze Jos. V letech 2002-2004 studoval na Papežské univerzitě Urbaniana v Římě, kde získal licenciát z filosofie. Na univerzitě v Josu získal doktorát filosofie.
Po vysvěcení byl farním vikářem farnosti svatého Jakuba v Gombe a farář farnosti svatého Molumby v Nasarawa Eggon. Poté byl ředitelem povolání v arcidiecézi Jos, farním vikářem farnosti svaté Terezie v Josu, farářem farnosti Neposkvrněného početí v Zaramagandě a kaplanem pro mládež v arcidiecézi Jos. Působil také jako administrátor katedrály Panny Marie Fatimské v Josu, formátor vyššího semináře svatého Augustina, farář farnosti svatých mučedníků Ugandy a děkan v Kuru.
Roku 2012 se stal poradcem kolegia poradců arcidiecéze Jos a roku 2015 kaplanem guvernéra státu Plateau. Roku 2018 byl ustanoven farářem a děkanem farnosti Neposkvrněného početí v Zaramagandě.
Dne 31. března 2021 jej papež František jmenoval biskupem diecéze Lafia. Biskupské svěcení přijal 24. června 2021 z rukou arcibiskupa Antonia Guida Filipazziho a spolusvětiteli byli arcibiskup Matthew Ishaya Audu a arcibiskup Ignatius Ayau Kaigama.